# Denis Huseinbašić
Denis Huseinbašić, né le 3 juillet 2001 à Erbach en Allemagne, est un footballeur international bosniaque qui évolue au poste de milieu central au FC Cologne.
Il possède également la nationalité allemande.

## Biographie

### Carrière en club
Né à Erbach en Allemagne, de parents bosniens,, Denis Huseinbašić est formé par le Kickers Offenbach, où il commence sa carrière senior, en amateur,.
À l'été 2022 il signe au FC Cologne en Bundesliga,.

### Carrière en sélection
En novembre 2022, Denis Huseinbašić est convoqué pour la première fois avec l'équipe nationale d'Allemagne espoirs,. Il honore sa première sélection le 19 novembre 2022, lors d'un match contre l'Italie. Il est titulaire et buteur et son équipe s'impose 4-2 à Ancône,.

## Statistiques
| Saison                | Club                  | Championnat            | Championnat | Championnat | Coupe(s) nationale(s) | Coupe(s) nationale(s) | Compétition(s) continentale(s) | Compétition(s) continentale(s) | Compétition(s) continentale(s) | Coupe régionale | Coupe régionale | Total | Total |
| Saison                | Club                  | Division               | M.          | B.          | M.                    | B.                    | Comp.                          | M.                             | B.                             | M.              | B.              | M.    | B.    |
| 2020-2021             | Kickers Offenbach     | Regionalliga Sud Ouest | 25          | 5           | -                     | -                     | -                              | -                              | -                              | 1               | 0               | 26    | 5     |
| 2021-2022             | Kickers Offenbach     | Regionalliga Sud Ouest | 33          | 4           | -                     | -                     | -                              | -                              | -                              | 3               | 0               | 36    | 4     |
| Sous-total            | Sous-total            | Sous-total             | 58          | 9           | 0                     | 0                     | -                              | 0                              | 0                              | 4               | 0               | 62    | 9     |
| 2022-2023             | FC Cologne            | Bundesliga             | 24          | 4           | -                     | -                     | C4                             | 5                              | 1                              | -               | -               | 29    | 5     |
| 2023-2024             | FC Cologne            | Bundesliga             | 16          | 0           | 2                     | 0                     | -                              | -                              | -                              | -               | -               | 18    | 0     |
| Sous-total            | Sous-total            | Sous-total             | 40          | 4           | 2                     | 0                     | -                              | 5                              | 1                              | 0               | 0               | 47    | 5     |
| Total sur la carrière | Total sur la carrière | Total sur la carrière  | 98          | 13          | 2                     | 0                     | -                              | 5                              | 1                              | 4               | 0               | 109   | 14    |